# علي سعيد خلف
علي سعيد خلف (ولد في العيزرية عام 1916 - توفي عام 1977) هو مؤرخ وصحفي فلسطيني.

## حياته
ولد عام 1916 في العيزرية في قضاء القدس وتلقى تعليمه المدرسي فيها. انتقل إلى كلية الروضة في القدس، ثم التحق بجامعة الأزهر في القاهرة لدراسة الشريعة الإسلامية واللغة العربية، وتخرج منها عام 1936. تابع دراسته اللغوية في دار العلوم في القاهرة، وحصل على شهادة الليسانس في اللغة العربية والآداب الساميّة سنة 1941. عاد إلى فلسطين وعمل في حقل التعليم أكثر من 40 عاماً.
عمل أيضا في الصحافة محررا في جريدة الدفاع في يافا سنة 1946م، وأصدر جريدة «الشباب» الأسبوعية في القدس سنة 1946، وأنشأ في نفس العام «مكتب علي للصحافة والنشر» في القدس ويافا. وكتب بعد النكبة في الصحف الفلسطينية ونشر الكثير من المقالات في صحيفة القدس المقدسية منذ تأسيسها وحتى وفاته، وكان له فيها زاوية مقالات كانت تظهر بعنوان «شيء من تاريخنا».
له ديوان شعر غير مطبوع يضم أكثر من مئة قصيدة في مواضيع متنوعة، كتب المئات من المقالات الأدبية والسياسية والاجتماعية في الصحف المحلية والعربية، ووله كتب مطبوعة ومخطوطات.

## وفاته
توفي عام 1977.

## كتب
- مصايف فلسطين، 1946
- دليل النقل العربي، 1947
- شرح حكم المتنبي، 1963
- شيء من تاريخنا - القدس قبل 200 عام - القدس قبل 200 عام - علماء واعلام من الريف الفلسطيني - اليهود داخل السور القدسي، وكالة أبي عرفة للصحافة والنشر، القدس، 1979
- الخليل ومقام سيدنا إبراهيم. : وكالة أبي عرفة للصحافة والنشر، القدس1980